# Host-Brücke
Die Komponenten moderner Computer kommunizieren über eine Hierarchie von Datenleitungen, die man als Busse bezeichnet. Auf der höchsten Ebene dieser Hierarchie befindet sich der Systembus, an dem insbesondere der Prozessor selbst angeschlossen ist. Nur wenige Komponenten werden jedoch unmittelbar an den Systembus angeschlossen. Vielmehr wird der Systembus zunächst über eine Host-Brücke mit anderen Bussen verbunden. Die Host-Brücke ist also ein Verbindungsbaustein in Computersystemen, der sowohl das Protokoll des Systembusses als auch ausgewählte Protokolle anderer Busse beherrscht, die an den Systembus angeschlossen werden sollen. Sie verfügt zudem über Pufferspeicher, um unterschiedliche Übertragungsraten handhaben zu können. In modernen Personal Computern sind an der Host-Brücke insbesondere der Speicherbus zum Hauptspeicher, der AGP-Bus zur Grafikkarte und der PCI-Bus angeschlossen. An den PCI-Bus sind seinerseits weitere andere Busse über Brücken angekoppelt, die jedoch nicht als Host-Brücken bezeichnet werden.